# صابر الرباعی
برکات بن الهادی الرباعی معروف به صابر الرباعی (زادهٔ ۱۳ مارس ۱۹۶۷) موسیقی‌دان و خواننده تونسی است.

## زندگی‌نامه
صابر الرباعی با نام اصلی برکات بن الهادی الرباعی در شهر صفاقس تونس متولد شد. الرباعی در کودکی آواز خواندن را از مادرش و نواختن عود را از پدرش آموخت.
علاقه صابر به خوانندگی زمانی آغاز شد که در سنین نوجوانی به عنوان عضوی از گروه موسیقی مدرسه‌اش انتخاب شد و در سن یازده سالگی با گروه مدرسه‌اش به عراق سفر کرد و در مسابقات خوانندگی آوازهای سنتی شرکت کرد و رتبه اول را کسب کرد. او در سال ۱۹۸۴ در برنامه باشگاه المحوه شرکت کرد و آهنگی تونسی به نام خالک آه یا لیل خواند و مقام اول را کسب کرد و تصمیم گرفت برای شکوفایی استعداد خود به تحصیل در رشته موسیقی بپردازد.
او دوبار ازدواج کرده و از ازدواجهایش ۵ فرزند دارد.

## زندگی حرفه‌ای
او اولین آلبوم خود را در سال ۱۹۹۱ منتشر کرد و در سال ۱۹۹۴ برای اولین بار در جشنواره کارتاژ شرکت کرد. او در سال ۱۹۹۷ برنده جایزه میکروفون طلایی در تونس برای آهنگ «سرخا» شد که شور و هیجانی در محافل تونس ایجاد کرد. همکاری با تهیه‌کننده لبنانی علی المولا آغاز پیشرفت او بود.
همچنین او در آلبوم‌های خود آهنگ‌های با لهجه‌های عربی لبنانی، مصری، تونسی و خلیجی منتشر کرده‌است.

## آلبوم‌ها
- حیّرونی
- یا للا
- یاللی بجمالک
- 2000: سیدی منصور که براساس آهنگ فولکلور تونسی ساخته شده‌است.
- 2001: خلص تارک
- 2003: شارع الغرام
- 2004: أتحدّی العالم
- 2006: أجمل نساء الدنیا
- 2007: الغربة
- 2009: واحشنی جدا[۱]